# Lista över olympiska rekord i short track
Detta är en lista över olympiska rekord i short track.

## Damernas rekord
| Gren                | Tid      | Namn                                                                | Nation        | Spel             | Datum            | Källa |
| ------------------- | -------- | ------------------------------------------------------------------- | ------------- | ---------------- | ---------------- | ----- |
| 500 meter           | 42,379   | Suzanne Schulting                                                   | Nederländerna | Peking 2022      | 5 februari 2022  | [ 1 ] |
| 1 000 meter         | 1.28,771 | Valérie Maltais                                                     | Kanada        | Sotji 2014       | 18 februari 2014 | [ 2 ] |
| 1 500 meter         | 2.16,993 | Zhou Yang                                                           | Kina          | Vancouver 2010   | 20 februari 2010 | [ 3 ] |
| 3 000 meter stafett | 4.03,471 | Suzanne Schulting Yara van Kerkhof Lara van Ruijven Jorien ter Mors | Nederländerna | Pyeongchang 2018 | 20 februari 2018 | [ 4 ] |

## Herrarnas rekord
| Gren                | Tid      | Namn                                                     | Nation   | Spel             | Datum            | Källa |
| ------------------- | -------- | -------------------------------------------------------- | -------- | ---------------- | ---------------- | ----- |
| 500 meter           | 39,584   | Wu Dajing                                                | Kina     | Pyeongchang 2018 | 22 februari 2018 | [ 5 ] |
| 1 000 meter         | 1.23,042 | Hwang Dae-heon                                           | Sydkorea | Peking 2022      | 5 februari 2022  | [ 1 ] |
| 1 500 meter         | 2.10,485 | Lim Hyo-jun                                              | Sydkorea | Pyeongchang 2018 | 10 februari 2018 | [ 5 ] |
| 5 000 meter stafett | 6.31,971 | Shaoang Liu Shaolin Sándor Liu Viktor Knoch Csaba Burján | Ungern   | Pyeongchang 2018 | 22 februari 2018 | [ 5 ] |

## Mixedrekord
| Gren                | Tid      | Namn                                                               | Nation        | Spel        | Datum           | Källa |
| ------------------- | -------- | ------------------------------------------------------------------ | ------------- | ----------- | --------------- | ----- |
| 2 000 meter stafett | 2.36,437 | Suzanne Schulting Xandra Velzeboer Itzhak de Laat Jens van 't Wout | Nederländerna | Peking 2022 | 5 februari 2022 | [ 1 ] |